# Хронологија СФРЈ и СКЈ 1972.
Хронолошки преглед важнијих догађаја везаних за друштвено-политичка дешавања у Социјалистичкој Федеративној Републици Југославији (СФРЈ), деловање Савеза комуниста Југославије (СКЈ), Радничког покрета Југославије, као и општа политичка, друштвена, спортска и културна дешавања која су се догодила у току 1972. године.
| Јануар Фебруар Март Април Мај Јун Јул Август Септембар Октобар Новембар Децембар |

## 1972. година
Година 1972. је у историји Социјалистичке Федеративне Републике Југославије остала упамћена по политичким сменама у републичким руководствима Савеза комуниста, епидемији великих богиња и усташким терористичким акцијама.
Политичке смене због „националистичких и либералних” скретања у руководствима Савеза комуниста, започеле су најпре у Савезу комуниста Хрватске, после 21. седнице Председништва СКЈ одржане почетком децембра 1971. у Карађорђеву. Оне су настављене почетком 1972. захвативши све друштвено-политичке организације у Социјалистичкој Републици Хрватској. У циљу сређивања стања у Савезу комуниста Југославије Председништво СКЈ изабрало је нови Извршни биро и одржало Другу конференцију СКЈ, на којој је донет план борбе против „националистичких, либералних и антисоцијалистичких” појава у Партији и друштву.
Политичке смене настављене су у октобру, након седнице Председништва СКЈ на којој је Тито упутио писмо члановима партије у коме је од чланства тражена већа ангажованост СКЈ у друштву. После овога уследила је смена у руководству Савеза комуниста Србије, када су због оптужбе за вођење „либералне политике” оставке поднели Латинка Перовић и Марко Никезић. Потом су уследиле делимичне смене унутар руководства Савеза комуниста Босне и Херцеговине и Савеза комуниста Македоније.
Током марта и априла, Југославија је била последње у Европи жариште епидемије великих богиња, које је у земљу унео један хаџија из околине Ораховца. Епидемија је најпре почела у Социјалистичкој Аутономној Покрајини Косово, а потом се проширила на остале делове Социјалистичке Републике Србије. Борба против епидемије је била веома активна, тако да је спречена катастрофа ширих размера, а страдао је минималан број заражених.
Годину су обележиле и терористичке акције у читавом свету, од којих је најпознатија терористичка акција на олимпијади у Минхену, 5. септембра. Ни Југославија није била поштеђена терористичких акција, које су вршили усташки емигранти из иностранства. Најпре је у јануару оборен ЈАТ-ов авион изнад Чехословачке, а у јуну је у СФРЈ упала деветнаесточлана група терориста тзв „Бугојанска група“. Циљ ове групе је био подизање „устанка“ против комунистичке власти, јер су се надали да за то постоји „расположење народа“ после обрачуна власти са вођама Хрватског прољећа. Акцијом јединица локалне милиције и Територијалне одбране, као и специјалних јединица Југословенске народне армије они су убрзо били неутралисани — већина је ликвидирана, а један део похапшен.
У септембру се догодила још једна усташка терористичка акција, овог пута у Шведској, када су отели путнички авион и путнике заменили за убице амбасадора Владимира Роловића, убијеног априла 1971. године. Пошто су убице пуштене из затвора, они су заједно са отмичарима побегли у Шпанију, где су добили азил од генерала Франка.
Година је протекла и у обележавању 80-ог рођендана председника Јосипа Броза Тита и 35-е годишњице његовог доласка на чело Партије. Централна прослава одржана је 25. маја на стадиону „ЈНА“ спектакуларним слетом и ношењем „Штафете младости“.
Међународне односе Југославије током године обележиле су Титова посета Совјетском Савезу, у јуну и посета краљице Елизабете II Југославији, у октобру. СФРЈ је била прва социјалистичка земља коју је посетила Елизабета II.
У току 1972. године је отпочело емитовање врло популарне телевизијске серије Позориште у кући, која је емитована и наредних година, као и шоу-програма Образ уз образ, који је такође емитован наредних година и био веома популаран.
| Јануар Фебруар Март Април Мај Јун Јул Август Септембар Октобар Новембар Децембар |

## Јануар

#### 3. јануар
- Отпочео двогодишњи мандат Југославије као несталног члана Савета безбедности Организације уједињених нација. Представник СФРЈ у Савету безбедности био је тадашњи амбасадор у Уједињеним нацијама Лазар Мојсов.

#### 14. јануар
- У Загребу одржана заједничка седница свих већа Сабора СР Хрватске на којој је конституисано ново Извршно веће Сабора СР Хрватске, изабрани делегати у Председништво СФРЈ, као и потпредседници Сабора. Ново Извршно веће формирао је Иво Перишин, а сачињавали су га углавно чланови претходног Извршног већа. За новог делегата у Председништво СФРЈ изабран је Милан Мишковић, а за потпредседнике Сабора изабрани су Борис Бакрач и Мирко Божић.

#### 21—22. јануар
- У Загребу одржана Пета седница Конференције Савеза комуниста Хрватске. На којој је извршен избор нових чланова у органе СКЈ и СКХ. За нове чланове Председништва СКЈ изабрани су - Милутин Балтић, Јуре Билић и Јосип Дежелин, а у стални део конференције СКЈ - др Мирјана Почек-Матић. За нове чланове ЦК СКХ изабрани су - Марко Безар, Лука Брочило, Иво Перишин, Ивица Рачан, Петар Флековић и Стипе Шувар, а у Надзорну комисију ЦК СКХ - Дара Јанековић.

#### 25—27. јануар
- У Београду одржана Друга конференција Савеза комуниста Југославије. Конференцију је отворио председник СКЈ Јосип Броз Тито, а поднета су и два реферата - „О развоју и актуелним задацима СКЈ“, Вељка Влаховића и „О друштвено-економској ситуацији и задацима СКЈ“, Кире Глигорова. На крају рада Конференције усвојен је „Акциони програм“ у коме су примарни циљеви били борба против национализма и технократске узурпације власти.

#### 26. јануар
- Изнад села Српска Камењица, у близини Чешке Камењице (Чехословачка) догодила се авионска незгода у којој је пао ЈАТ-ов авион Даглас ДЦ-9. Авион је пао због бомбе, коју су подметнули усташки терористи. У незгоди је погинуло 28 лица - 23 путника и 5 чланова посаде. Једина преживела била је стјуардеса Весна Вуловић, која је успела да преживи пад са око 10 километара висине.

#### 27. јануар
- Одржана 27 седница Председништва СКЈ, на којој је извршен избор нових чланова Извршног бироа Председништва СКЈ. Нови састав Извршног бироа су чинили — Крста Аврамовић из СК Србије, Јуре Билић из СК Хрватске, Стане Доланц из СК Словеније, Стеван Дороњски из СК Војводине, Фадиљ Хоџа из СК Косова, Киро Глигоров из СК Македоније, Тодо Куртовић из СК БиХ и Будислав Шошкић из СК Црне Горе. За секретара Извршног бироа Председништва СКЈ био је изабран Стане Доланц.

## Фебруар

#### 3—13. фебруар
- У Сапору (Јапан) одржане XI зимске олимпијске игре. Представници СФР Југославије (26 учесника који су се надметали у 4 спортске дисциплине) на овим олимпијским играма нису постигли ниједну медаљу. Најбољи резултат од југословенских спортиста остварио је скијаш Данило Пудгар, освојивши 8 место на 90 m скакаоници, у конкуренцији од 52 такмичара.

#### 4—5. фебруар
- У посети Југославији боравио Анвар ел Садат, председник Арапске Републике Египат. Током посете он се на Брионима сусрео са председником Републике Јосипом Брозом Титом са којим је водио разговоре о актуленој међународној ситуацији, а посебно жариштима криза као што су Блиски исток, Индокина и др, као и о билатералној сарадњи између Египта и СФРЈ.

#### 26. фебруар
- На Брионима одржан састанак између председника Републике Јосипа Броза Тита и председника Савезног извршног већа Џемала Биједића, који га је обавестио о спровођењу стабилизационог програма и непосредним мерама и задацима СИВ-а.

| Јануар Фебруар Март Април Мај Јун Јул Август Септембар Октобар Новембар Децембар |

## Март

#### 1. март—17. мај
- Одржано фудбалско такмичење куп Југославије за сезону 1971/72. У завршницу купа се пласирало 16 фудбалских клубова. Финална утакмица одиграна је 17. маја на стадиону „ЈНА“ у Београду између „Хајдука“ и „Динама“, а победу је остварио „Хајдук“ са 2:1 (ово је била друга победа Хајдука у Купу Југославије, од укупно девет).

#### 14. март—28. април
- У СФРЈ владала епидемија великих богиња (лат. Variola vera). Епидемија је отпочела у САП Косово, а убрзо се проширила и на друге делове у СР Србије. Болест је у земљу унео један хаџија средином фебруара, а прве сумње на вариолу јавиле су се 14. марта, после смрти једног учитеља са Косова и јављања лекарима још неколико оболелих. После сумње на вариолу, отпочела је масовна вакцинација током које је вакцинисано преко 18 милиона људи. Ради сузбијања заразе, 22. марта, били су формирани карантини у болницама. Током епидемије од вариоле је оболело 184 људи од којих је преминуло њих 40.

#### 21—22. март
- У Београду одржана Друга конференција Савеза синдиката Југославије (ССЈ), на којој су разматрани актуелни задаци и улога Синдиката, као и припреме за Седми конгрес ССЈ.

#### 25. март
- У Единбургу (Уједињено Краљевство) одржано финално вече такмичења „Песма Евровизије“. На такмичењу је победила Вики Леандрос, представница Луксембурга, док је представница Југославије (Тереза Кесовија са песмом „Музика и ти“) освојила девето место.

## Април

#### 1. април
- У Лондону (Уједињено Краљевство) умро Владо Поповић (1914—1972), револуционар, учесник Шпанског грађанског рата и Народноослободилачке борбе, друштвено-политички радник и дипломата, члан Председништва СКЈ и Савета федерације.

#### 17. април
- У Београду одржана седница Председништва Савезне конференције Социјалистичког савеза радног народа Југославије (ССРНЈ), на којој је Савезној скупштини упућен предлог да се председник Републике Јосип Броз Тито, поводом 80-ог рођендана поново одликује Орденом народног хероја.

#### 20. април
- У Загребу председник Републике Јосип Броз Тито водио разговоре са највишим друштвено-политичким руководством Социјалистичке Републике Хрватске, током којих је био исцрпно информисан - о актуелној политичкој ситуацији и деловању СК Хрватске.

#### 21—22. април
- Председник Републике Јосип Броз Тито посетио је Хрватско загорје и своје родно село Кумровец. Током посете Кумровеца, 21. априла, Тито је положио камен темељац за „Спомен дом бораца Народноослободилачког рата и омладине Југославије“.

#### 26—27. април
- У Београду одржана Четврта конференција Савеза комуниста Србије, којој је присуствовало 325 делегата.

| Јануар Фебруар Март Април Мај Јун Јул Август Септембар Октобар Новембар Децембар |

## Мај

#### 3—8. мај
- У посети Југославији боравио генерал-армије Жан-Бедел Бокаса, председник Централноафричке Републике. Током посете он се сусрео са председником Републике Јосипом Брозом Титом, са којим је водио разговоре о актуелним међународним питањима и о сарадњи између две земље.

#### 8. мај
- У Загребу одражана 28 седница Централног комитета Савеза комуниста Хрватске, на којој је расправљано о „Извештају о продору национализма у СР Хрватској“ који је извршила Комисија ЦК СКХ и донета одлука о искључењу из Савеза комуниста - Савке Дабчевић-Кучар, Мике Трипала, Пере Пикера и Марка Копртла.

#### 16. мај
- Свечано је пуштена у рад Хидроелектрана „Ђердап“ на Дунаву (коју су од 1964. године заједнички градиле Југославија и Румунија). Свечаном отварању су присуствовали председник Републике Јосип Броз Тито и председник СР Румуније Николаје Чаушеску.

#### 24. мај
- У Београду одржана свечана седница Савезне скупштине, поводом 80-ог рођендана председника Република Јосипа Броза Тита, на којој је, донета одлука да се Тито по други пут одлукује Орденом народног хероја. На седници је Титу уручена и „Повеља народа и народности Југославије“, а секретар Извршног бироа Председништва СКЈ Стане Доланц подено је реферат „Велико револуционарно дело Јосипа Броза Тита“.

#### 25. мај
- Свечаном приредбом тзв. „слетом“ на стадиону „ЈНА“ у Београду, у присуству преко 50.000 гледалаца прослављен Дан младости и 80-и рођендан Јосипа Броза Тита. Штафета је ове године прешла пут дуг преко 11.000 километара. Последњи носилац штафете, који је предао Титу био је Бранко Мандић, квалификовани машинбравар предузећа „Комбитекс“ из Бихаћа.

#### 30. мај
- У Београду одржана свечана седница Универзитета у Београду на којој је ректор Универзитета проф др Јован Глигоријевић председнику Републике Јосипу Брозу Титу доделио титулу почасног доктора наука.
- У Београду, у згради Скупштине град Београда председнику Републике Јосипу Брозу Титу уручена специјалну повељу „Адреса грађана Београда“.

## Јун

#### 5—10. јун
- Председник Републике Јосип Броз Тито боравио у посети Совјетском Сваезу. Током посете југословенска делегација најпре је боравила у Москви (5-7. јун), где је председника Републике, Президијум Врховног совјета Совјетског Савеза поводом његовог 80-ог рођендана одликовао Орденом Лењина. Делегација је потом посетила Ригу (7-9. јуна), а 9. јуна се вратила у Москву где су вођени завршни разговори са Леонидом Брежњевим, првим секретаром ЦК КПСС. Задњег дана посете, 10. јуна објављено је заједничко саопштење у коме је истакнуто обострано задовољство због даљег јачања пријатељства и унапређивања сарадње између две земље, као и битног проширења економских и трговинских односа између СФРЈ и СССР.

#### 5—12. јун
- У Стокхолму (Шведска) одржана Прва конференција Уједињених нација о животној средини. Југословенска делегација, коју је предводио Трпе Јаковлевски, члан Савезног извршног већа, предложила је да се 5. јун обележава као Светски дан заштите животне средине (Генерална скупштина ОУН-а је на седници 16. децембра донела одлуку којом је прихватила овај предлог).

#### 19—23. јун
- Председник Републике Јосип Броз Тито боравио у званичној посети Народној Републици Пољској. Током посете он је водио разговоре са првим секретаром Пољске уједињене радничке партије Едвардом Гјереком и председником Државног савета НР Пољске Хенриком Јаблоњским, као и другим високим руководиоцима НР Пољске и ПУРП-а током којих је изражена обострана спремност за унапређење сарадње. На Варашавском универзитету Тито је пороглашен за почасног докотора наука, а рудари Шљонска су му доделили Диплому почасног рудара НР Пољске.

#### 19—24. јун
- У Загребу одржан Први светски фестивал анимираног филма „Анимафест“, током којег је приказано 84 филмова из 24 земље. Велику награду фестивала добио је филм „Сеча при Криженце“ из Совјетског Савеза.

#### 20. јун—28. јул
- У СФРЈ илегално упала група од 19 усташких терориста припадника тзв „Бугојанске групе“, који су отетим камионом успели да се пребаце у средњу Босну - на планину Радушу. Они су се 25. јуна у близини Прозора, сусрели са припадницима милиције и од тада креће потрага за њима. У акцији „Радуша 72“ у којој су учествовале здружене јединице милиције, ЈНА и локалне Територијалне одбране до 28. јула је терористичка група била у потпуности ликвидирана - 15 убијених и четворица заробљених терориста (суђено им је у децембру). Током акције погинуло је десет припадника ТО, два припадника Војне полиције ЈНА (капетан и војник) и један милиционер.

#### 25. јун
- У посети Југославији боравио цар Етиопије Хајле Селасије. Током посете он је водио разговоре са председником Републике Јосипом Брозом Титом који су се односили на узајамне односе две земље и њихово унапређивање, као и на актуелне међународне догађаје.

#### 28. јун
- У Београду одржане седнице Већа народа и Привредног већа Савезне скупштине на којима је усвојен Друштвени план развоја Југославије за период од 1971. до 1975. године.

| Јануар Фебруар Март Април Мај Јун Јул Август Септембар Октобар Новембар Децембар |

## Јул

#### 5—9. јул
- У пости Југославији боравио председник Републике Индије Венката Гири. Током посете он се сурео са председником Републике Јосипом Брозом Титом, са којим је водио разговоре о билатералним односима и актуелним међународним проблемима. Они су навели да се општа безбедност и трајна решења за главне проблеме света могу постићи једино уз равноправно и конструктивно учешће свих мирољубивих земаља, на основу стриктног придржавања принципима независности, суверенитета и немешања у унутрашње ствари, као и уздржавања од претњи или употребе силе.

#### 7—9. јул
- У посети Југославији боравио државни секретар Сједињених Америчких Држава Вилијам Роџерс. Током посете он се 9. јула сусрео са председником Републике Јосипом Брозом Титом, са којим је водио разговоре о узајамним односима две земље и актуелним међународним проблемима.

#### 14—19. јул
- У посети Југославији боравио принц Нородом Сиханук, свргнути краљ Камбоце и председник Уједињеног националног фронта Камбоџе. Током посете он се сусрео са председником Републике Јосипом Брозом Титом.

#### 26. јул—2. август
- У Пули одржан XIX „Фестивал југословенског филма“, током којег је приказано 24 домаћих филмова. Одлуком жирија за најбољи филм проглашен је филм „Мајстор и Маргарита“, редитеља Александра Саше Петровића.

## Август

#### 1. август
- У складу са Уставом СФРЈ, функцију потпредседника Председништва СФРЈ преузео Ратко Дугоњић, делегат Социјалистичке Републике Босне и Херцеговине у Председништву Социјалистичке Федеративне Републике Југославије.

#### 8—11. август
- У Џорџтауну (Ко-оперативна Република Гвајана) одржана Конференција министара иностраних послова несврстаних земља. Конференцији је присуствовао и савезни секретар за иностране послове СФРЈ Мирко Тепавац.

#### 19—30. август
- Шеф југословенске мисије при Организацији уједињених нација Лазар Мојсов боравио у посети Народној Демократској Републици Кореји, до 19. до 26. августа и у посети Народној Републици Кини, од 26. до 30. августа (ово је била прва посета неког југословенског званичника овим земљама после обнављања односа са СФРЈ).

#### 28. август—11. септембар
- У Минхену (Савезна Република Немачка) одржане XX летње олимпијске игре. Представници СФР Југославије (128 учесника који су се надметали у 15 спортских дисциплина) су на овим олимпијским играма постигли 20 место, освојивши - две златне (бокс и рукомет), једну сребрну (рвање) и две бронзане медаље (бокс и рвање). Ове олимпијске игре остале су упамћене по „акцији“ палестинских терориста чланова организације „Црни септембар“ који су 5. септембра упали у олимпијско село и убили једанаест израелских спортиста.

#### 30. августа—3. септембар
- На Летњој позорници Нишке тврђаве у Нишу одржан VII Фестивал глумачких остварења „Филмски сусрети“. Добитници награде Глумачки пар године „Она и он“, одлуком читалаца листа „ТВ Новости“, ове године су били Живка Матић и Бата Живојиновић, за улоге Росе и Булиџе у тв серији „Грађани села Луга“.

#### 31. август—1. септембар
- У посети Југославији боравио генерални секретар Организације уједињених нација Курт Валдхајм. У току посете, он се 1. септембра на Брионима састао са председником Републике Јоспом Брозом Титом.

| Јануар Фебруар Март Април Мај Јун Јул Август Септембар Октобар Новембар Децембар |

## Септембар

#### 10. септембар
- На Мраковици, врху Козаре обележена тридесета годишњица непријатељске офанзиве на Козару (1942) у оквиру које је председник Републике Јосип Броз Тито открио грандиозни споменик „Револуцији“ (висок 34 метара, аутор вајар Душан Џамоња).

#### 15—17. септембар
- У Шведској Тројица усташких терориста отела авион Даглас ДЦ-9 компаније „САС“ и приморали пилоте да слете у Малме, где су отпочели преговоре са шведским властима око пуштања из затвора шесторице усташких терориста који су учествовали у убиству амбасадора Владимира Роловића, у априлу 1971. године. После петнаест сати преговора, они су ослобођени и укрцани у авион који је, ослободивши све путнике, са посадом одлетео у Мадрид, где су се терористи предали и затражили азил. Најпре су сви били ухапшени, а потом пуштени и сви су отишли у Парагвај.

#### 17. септембар—11. октобар
- У Скопљу одржана  шаховска олимпијада, на којој су учествовали представници из 63 земље (упоредо са овом одржана је и V женска шаховска олимпијада). Представници Југославије (Светозар Глигорић, Борислав Ивков, Љубомир Љубојевић, Александар Матановић, Милан Матуловић и Јосип Рукавина) су освојили треће место. Прво и друго место освојили су представници Совјетског Савеза и Мађарске.

#### 17—26. септембар
- У посети Југославији, на позив Председник СКЈ Јосипа Броза Тита, боравила делегација Комунистичке партије Индије, коју је предводио председник Срипад Амрит Данге. Чланове делегације, 18. септембра је на Брионима примио председник Републике и председник СКЈ Јосип Броз Тито.

#### 18. септембар
- У Београду одржана седница Извршног бироа Председништва СКЈ, којој је присуствовао и председник СКЈ Јосип Броз Тито. На седници су разматрана нека питања остваривања политике СКЈ и утврђене мере које треба предузети да би Савез комуниста повећао своје „јединство, акциону способност и ефикасност у деловању“. У оквиру ових мера донета је одлука да се свим организацијама и члановима СКЈ упути Писмо председника СКЈ и Извршног бироа Председништва СКЈ (садржај писма је објављен 29. септембра). Расправљано је и о припремама за Десети конгрес и Трећу конференцију СКЈ.

#### 20—23. септембар
- У посети Југославији, на позив председника Републике Јосипа Броза Тита, боравила краљица Јулијана, суверен Краљевине Холандије. Са њом су у посету допутовали и њен супруг - принц Бернард и министар иностраних послова В. К. Х. Шмелцер. У току посете, краљица Јулијана се 21. септембра у Белом двору сусрела са председником Титом, који је њу и принца Бернарда одликовао Орденом југословенске велике звезде.

#### 29. септембар
- Објављен садржај Писма председника СКЈ и Извршног бироа Председништва СКЈ које је било упућено свим организацијама и члановима СКЈ. Писмо је написано на седници Извршног бироа од 18. септембра. У писму се говорило о отклањању негативности у друштву - као што су појава корупције, крађе и других сличних облика злоупотребе добара и доходака. Поред овога у писму се истакло да су закључци 21 седнице Председништва СКЈ (одржане децембра 1971) и Акциони програм донет на Другој конференцији СКЈ (одржаној јануара 1972) обавезујући за све водеће органе Савеза комуниста и да они у свом практичном деловању морају да реафирмишу и доследно остварују политички курс Деветог конгреса СКЈ (одржаног марта 1969).

## Октобар

#### 9. октобар
- У Београду, у Скупштини града Иви Андрићу књижевнику и добитнику Нобелове награде (1961), поводом осамдесетог рођендана председник Скупштине града Бранко Пешић уручио Златну спомен плакету Београда. Истог дана Председник Републике Јосип Броз Тито га је одликовао Орденом јунака социјалистичког рада.

#### 13—16. октобар
- У Београду одржани састанци председника Републике Јосипа Броза Тита са руководећим друштвено-политичким активом Социјалистичке Републике Србије, на којима су учествовала 82 функционера — чланови Председништва СКЈ, Председништва СФРЈ, Савета федерације и сви савезни функционери из СР Србије, као и републички функционери. Такође састанку су присуствовали секретар Извршног комитета Председништва СКЈ Стане Доланц и члан Извршног бироа Киро Глигоров. На састанцима је разматрана актуелна политичка ситуација у СР Србији, са посебним критичким освртом на недостатке у спровођењу одлука СКЈ унутар СК Србије.

#### 15. октобар
- У Београду, од срчаног удара, умро Виктор Бубањ (1918—1972), генерал-пуковник авијације, начелник Генералштаба ЈНА (1970-1972) и носилац Ордена народног хероја. На дужности начелника Генералштаба ЈНА заменио га је 19. октобра генерал-пуковник Стане Поточар.

#### 17. октобар
- У Београду одржана седница Извршног већа Скупштине СР Србије на којој је дата пуна подршка критичким оценама председника Тита и „Писма председника и Извршног бироа Председништва СКЈ“.
- У Београду умро принц Ђорђе Карађорђевић (1887—1972), старији син краља Петра I Карађорђевића и престолонаследник Краљевине Србије до 1909. године (био је једини представник династије Карађорђевић који је наставио да живи у Југославији после 1945. године).

#### 17—21. октобар
- У посети Југославији боравила краљица Елизабета II, суверен Уједињеног Краљевства Велике Британије и Северне Ирске и осталих Крунских земаља Комонвелта. Она је у посету дошла на позив председника Републике Јосипа Броза Тита, а са њом су допутовали - супруг принц Филип и ћерка принцеза Ана. Краљица је најпре посетила Београд, где је првог дана посете 17. октобра засадила дрво у Парку мира и пријатељства, а 18. октобра посетила Београдски универзитет. Трећег дана посете, 19. октобра Плавим возом је отпутовала у Титоград, а затим у Дубровник. Четвртог дана посете, 20. октобра је посетила Загреб, Ђаково и острво Брионе. Током посете Југославији, 19. октобра краљица Елизабета II и њен супруг Филип су одликовани Орденом југословенске велике звезде.

#### 18. октобар
- Одржана седница Извршног бироа Председништва СКЈ на којој је донета одлука да се „Писмо председника и Извршног бироа Председништва СКЈ“ (написано 18. септембра, а 29. септембра упућено организација и члановима СК) објави у медијима како би сви радни људи мобилисали око остваривања његових задатака.

#### 21. октобар
- У Београду одржана 43 седница Централног комитета Савеза комуниста Србије на којој усвојене оставке које су поднели Марко Никезић, председник ЦК СКС и Латинка Перовић, секретар ЦК СКС због „либералистичке политике“ у СКС и критике која им је упућена од стране председника Тита, као и чланства ЦК СКС

#### 21—25. октобар
- У водама средњег Јадрана (Шибеник-острво Јабука-острво Палагружа-Дубровник-Вргорац-Сињ) изведена је поморска здружена вежба „Подгора 72“. Овој поморској вежби присуствовао је и Врховни командант оружаних снага СФРЈ маршал Југославије Јосип Броз Тито, а на крају вежбе је одржан свечани дефиле Југословенске ратне морнарице.

#### 26. октобар
- у Београду одржана седница ЦК СК Србије на којој је за новог председника ЦК изабран је др Тихомир Влашкић, а за секретара Никола Петронић.

#### 27. септембар
- У Београду одржана седница Градског комитета Савеза комуниста Београда, на којој је дотадашњи секретар Градског комитета СК Београда Боривоје Павловић поднео остаку, а за новог секретара је изабран Ђорђе Лазић.

#### 31. октобар
- У Љубљани одржана седница Скупштине СР Словеније на којој је усвојена оставка председник Извршног већа Станета Кавчича.

| Јануар Фебруар Март Април Мај Јун Јул Август Септембар Октобар Новембар Децембар |